# ريتشارد كلينهامر
ريتشارد كلينهامر (بالهولندية: Richard Klinkhamer) (و.15 مارس 1937- يناير 2016)، كاتب هولندي لم يحظى بأي قدر من الشهرة إلا بعد سجنه، حيث تبين أن روايته الأولى رواية حقيقية قد ألفها بعدما قام بقتل زوجته بالفعل، وقد اعترف بذلك بكل فخر.

## مقدمة
لا شك أن الكاتب الهولندي ريتشارد كلينهامر يستحق لقب الكاتب الأشهر والأغرب على الإطلاق بسبب ملابسات تلك الشهرة التي حصل عليها، إذ أن كلينهامر لم يحدث على الشهرة لكونه قد ألف رواية جيدة أو أنه قد باع مليون نسخة في عام واحد أو أي شيء من هذا القبيل، فقط هو مجرد شخص مجنون كتب رواية يحكي فيها عن جريمة قتل رجل لزوجته قبل أن يُثبت لاحقًا أنه يتحدث عن نفسه من خلال هذه الرواية وأنه فعلًا قتل زوجته، ثم بعد ذلك تستمر الغرابة مع هذا الرجل عند التعرف على المدة التي قضاها في السجن وما فعله خلال تلك المدة.

## حياته
في سن الثامنة عشر ظهر على ريتشارد كلينهامر شغفه الكبير وحبه الشديد للكتابة ومن قبلها القراءة، حيث أنه لم يكن يفوت فرصة قراءة أي رواية تقع تحت يديه للدرجة التي جعلته يقرأ أكثر من مئة رواية في سن التاسعة عشر، وقد تحول شغف كلينهامر في نهاية المرحلة الثانوية من مجرد القراءة إلى الكتابة والتألق كذلك من خلال هذه الموهبة، حيث أنه قد فاز بجائزة التميز في المدرسة أكثر من مرة بخلاف الأصدقاء الذين طالما أثنوا على موهبة ريتشارد في الكتابة والإبداع في خلق القصص الغريبة، لكن في النهاية لم يؤثر كل هذا في خطوة ريتشارد الفارقة ولم يدفعه إلى تنفيذ حلمه المنشود، فقد كان الفتى يحلم بنشر رواية باسمه بأي طريقة ممكنة، لكن كل الأبواب كانت مغلقة تمامًا في وجهه، وهذا ما دفعه للتفكير في طريقة أخرى مبتكرة ومجنونة، حياة ريتشارد كلينهامر كانت طبيعية جدًا في البداية، بل ربما أكبر بكثير من مجرد كونها طبيعية، حيث أنه قد تزوج في الخامسة والعشرين من عمره من فتاة تدعى جوهانا وقع في حبها بعد دراسته الجامعية، وقد كان الجميع يرى ويعتقد تمام الاعتقاد أن ريتشارد يعشق جوهانا، بدا ذلك جليًا من تعاملاته معها والهدايا التي كان يحضرها لها، ثم بعد سبع سنوات من الزواج أشاع ريتشارد أن جوهانا قد اختفت دون سابق إنذار وأبلغ الشرطة بذلك، وطبعًا بعد تحقيق وبحث لم يتم العثور على جثة ريتشارد أو أي دلائل تُشير إلى خطفها، وهنا ظن الجميع أن جوهانا قد هربت من ريتشارد وأنها ربما أحبت شخص آخر وتركت من أجله كل شيء، هكذا ظن الجميع في عام 1991، لكن في عام 2000 اتضح أن الحقيقة كانت شيئًا آخر. للاضافة القصة بها غرابة تكاد تكون غير قابلة للتصديق تزوج بسن الخمس و العشرين ثم بعد سبع سنوات اختفت زوجته و عمره اثنين و ثلاثين سنة بعدها مباشرة كتب قصة عن رجل يقتل زوجته ألم يشك فيه أحد حتى لو كتب روايته بعد عامين كنت لاشك فيه و الغريب انه لم يكشف حتى باع منزله بغباء بعد تسع سنوات كاملة شرطة تلك المدينة فشلة كل نظامهم القضائي فاشل 

## حقيقته
في عام 2000 باع ريتشارد كلينهامر منزله وذهب إلى منزل آخر أقل في الحجم والتكلفة، وبعد أيام قليلة أبلغ المشترين الجدد عن عثورهم على رفات وهيكل عظمي وبعد ظهور نتائج الطب الشرعي تم التأكد ان هذه الرفات والهيكل العظمي هما لزوجة ريتشارد التي كانت مفقودة القت الشرطة القبض علي الكاتب والذي اتضح انه قد قتل هذا زوجته في نفس التاريخ الذي اختفت فيه، ما لم يكن طبيعيًا بالمرة ماهية تلك الاعترافات وشكلها، فقد قال ريتشارد صراحةً أنه قد قام بقتل زوجته عام 1991، وأن جوهانا لم تفعل أي شيء يستحق القتل، لكنه فعل ذلك في لحظة غياب عن الوعي وأراد استغلاله في كتابة رواية، تلك الرواية كانت تشرح بالتفصيل طريقة قتل الرجل لزوجته، حيث أنه قد استخدم فيها تعبيرات دقيقة وأوصاف خاصة وأشياء لا توحي بأي شيء بخلاف كون جريمة القتل المذكورة في الرواية جريمة أقرب إلى الحقيقة، أو جريمة حقيقية على وجه التحديد، أيضًا اعترف ريتشارد بأنه بعدما فعل ما فعل قام بدفن جثة زوجته، ليس خوفًا من افتضاح جريمته، وإنما رغبةً منه في عدم افتضاح أمر روايته، وقد تحقق له ذلك طوال هذه الفترة.

## النهاية
حكمت المحكمة على ريتشارد كلينهامر، والذي اعترف بجريمته ولم يدع أي مجال للشفقة، بالسجن لمدة سنتين، لم يقضي في السجن سوى ستة أشهر فقط من هذه الفترة، فقد قيل إن حسن السير والسلوك اللذان تمتع بهما هذا الرجل جعلا إدارة السجن تأخذ قرارًا بالإفراج عنه ثم توفي في يناير 2016.

## وصلات خارجية
- https://www.salon.com/2000/03/07/wifekiller/